# Soldier Blue
Soldado azul (título original: Soldier Blue) es una película estadounidense dramática y Western Revisionista de 1970 dirigida por Ralph Nelson y protagonizada por Candice Bergen, Peter Strauss y Donald Pleasence.

## Resumen del argumento
Durante las Guerras Indias en Estados Unidos, en 1877, un grupo de cheyennes ataca un convoy militar que transporta la paga de los soldados. Sólo quedan dos supervivientes: Cresta Maribel Lee, secuestrada por los indios tiempo atrás y ahora prometida de un oficial, y el ingenuo soldado del Norte Honus Gent, a quien ella apoda por su actitud "Soldado Azul". Ambos tienen luego que vivir una auténtica odisea intentando llegar a su destino, Fuerte Reunión, cosa que al final consiguen, mientras que la experiencia lleva a Gent a perder su ingenuidad. Sin embargo todo al final termina luego en un acto loco de venganza por lo ocurrido por parte de las tropas estadounidenses bajo el mando del Coronel Iverson contra el poblado cheyenne de Sand Creek, que ambos no pueden evitar, en el que hombres, mujeres y niños son masacrados y que además había hecho antes las paces con los Estados Unidos, algo de lo que además está posteriormente orgulloso Iverson. Lee reniega por ello del mundo estadounidense, mientras que Gent es arrestado por haber tratado de evitar lo ocurrido. Sin embargo él promete a Lee que va a informar sobre lo ocurrido. De esa manera, más tarde, el Coronel Iverson es enjuiciado, condenado a muerte y ejecutado por lo que hizo. 

## Reparto
- Cresta Maribel Lee – Candice Bergen
- Honus Gent – Peter Strauss
- Isaac Q. Cumber – Donald Pleasence
- Coronel Iverson – John Anderson
- Spotted Wolf – Jorge Rivero
- Capitán Battles – Dana Elcar
- Teniente McNair – Bob Carraway
- Teniente Spingarn – Martin West
- Soldado Menzies – James Hampton
- Sargento O'Hearn – Mort Mills
- Running Fox – Jorge Russek
- Mujer india – Aurora Clavel
- Agente Long – Ralph Nelson

## Producción
El director Nelson decidió hacer la película para denunciar la matanza contemporánea de My Lai, en Vietnam, comparándola para ello con la que ocurrió en el poblado cheyene de Sand Creek en 1864, las cuales guardan paralelismos. Para hacer posible la escena de la masacre el director utilizó a huérfanos con partes amputadas.

## Recepción
La película fue un éxito comercial. Más tarde el filme también ha adquirido la categoría de culto con el tiempo.